# Nemaschema sanguinicolle
Nemaschema sanguinicolle là một loài bọ cánh cứng trong họ Cerambycidae.